# Cryptocorypha nympha
Cryptocorypha nympha är en mångfotingart som beskrevs av Imre Loksa 1967. Cryptocorypha nympha ingår i släktet Cryptocorypha och familjen fingerdubbelfotingar. Inga underarter finns listade i Catalogue of Life.